# Orneta (gmina)
Orneta – gmina miejsko-wiejska w województwie warmińsko-mazurskim, w powiecie lidzbarskim. W latach 1975–1998 gmina położona była w województwie elbląskim.
Siedziba gminy to Orneta.
Według danych z 30 czerwca 2004 gminę zamieszkiwały 12 793 osoby. Natomiast według danych z 31 grudnia 2019 roku gminę zamieszkiwało 11 909 osób.

## Struktura powierzchni
Według danych z roku 2002 gmina Orneta ma obszar 244,13 km², w tym:
- użytki rolne: 56%
- użytki leśne: 31%

Gmina stanowi 26,41% powierzchni powiatu.

## Demografia

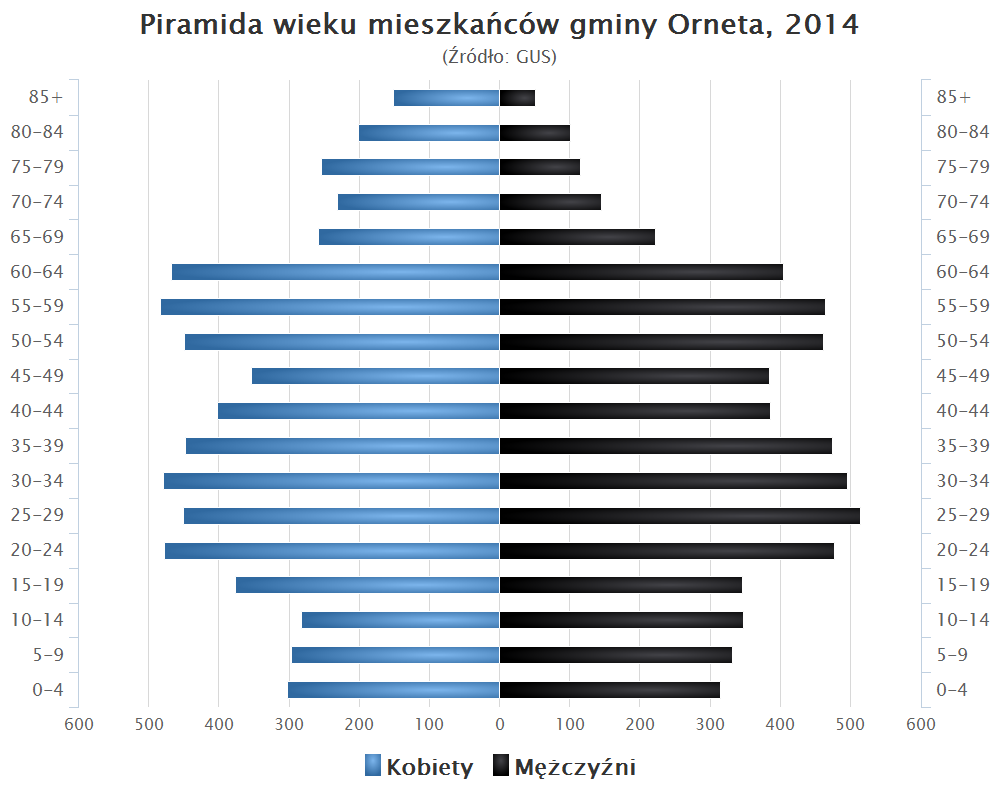
Piramida wieku mieszkańców gminy Orneta w 2014 roku

Dane z 31 grudnia 2007:
| Opis                              | Ogółem | Ogółem | Kobiety | Kobiety | Mężczyźni | Mężczyźni |
| --------------------------------- | ------ | ------ | ------- | ------- | --------- | --------- |
| jednostka                         | osób   | %      | osób    | %       | osób      | %         |
| populacja                         | 12 580 | 100    | 6 424   | 51,6    | 6 156     | 48,4      |
| gęstość zaludnienia (mieszk./km²) | 51,5   | 51,5   | 26,3    | 26,3    | 25,2      | 25,2      |

## Sołectwa
Augustyny (z miejscowościami Gieduty, Lejławki Wielkie, Ostry Kamień), Bażyny (z miejscowością Klusajny), Chwalęcin, Dąbrówka, Drwęczno, Henrykowo, Karbowo, Karkajmy, Krosno (z miejscowościami Bludyny, Krosno, Kumasy, Międzyrzecze), Krzykały, Kumajny, Miłkowo, Mingajny, Nowy Dwór, Opin (z miejscowością Biały Dwór), Osetnik, Wojciechowo, Wola Lipecka.
Miejscowości bez statusu sołectwa: Bogatyńskie, Lejławki Małe, Tawty.

## Sąsiednie gminy
Godkowo, Lidzbark Warmiński, Lubomino, Miłakowo, Pieniężno, Płoskinia, Wilczęta